# Dalila Di Lazzaro
Dalila Di Lazzaro  (n. 29 ianuarie 1953, Udine, Friuli-Veneția Giulia, Italia)  este o actriță de film, ex-model și scriitoare italiană. Printre cele mai cunoscute filme ale sale se numără Se rezolvă... amigo, Trei oameni periculoși și Oh, Serafina!.

## Biografie
A început cariera în showuri foarte devreme, pentru a-și întreține fiul, Christian, care s-a născut pe 5 aprilie 1969, când ea avea doar 16 ani. Inițial model, ulterior a devenit și stilistă. În 1986 a fost prezentatoare pentru „Octilia”, picături oftalmice în publicitatea „Când ochii vorbesc” .
În 1972 a debutat în film jucând în westernul italian Se rezolvă... amigo, de Maurizio Lucidi sub pseudonimul de Dalila Di Lamar. Au urmat numeroase filme cu roluri minore, până în 1974, când a jucat în filmul Il mostro è in tavola... barone Frankenstein (1973), de Paul Morrissey, fiind dorită insistent pentru filmele lor de producătorii Andy Warhol și Carlo Ponti.
După ce a fost definitiv lansată de Alberto Lattuada în rolul principal din filmul, Oh, Serafina! (1976), tot datorită frumuseții sale, Di Lazzaro va fi aleasă și angajată ulterior, în esență pentru rolul de femme fatale, jucând în mai mult de treizeci de filme și mai multe drame de televiziune, devenind astfel o protagonistă a cinematografiei italiene a anilor
1970, 1980 și 1990. A realizat de asemenea, filme în Franța, Elveția și Marea Britanie.
În 1991, fiul ei Christian a decedat la vârsta de 22 de ani, victima unui accident de mașină, o tragedie care o afectează foarte tare. În anii următori va fi, de asemenea expusă unei dureri cronice, în urma unui accident de motocicletă care i-a provocat fracturarea vertebrei atlas, imobilizând-o la pat timp îndelungat. Aceasta va avea ca rezultat o lungă pauză în cariera ei de actorie.
În 2006 a publicat prima sa carte autobiografică intitulată Il mio cielo, urmată de L'angelo della mia vita. Piccoli miracoli intorno a me (2008), dedicate fiului său Christian. A urmat cel de-al doilea roman autobiografic, intitulat Toccami il cuore. Amori, sentimenti e passioni della mia vita (2009). Au urmat câteva romane dedicate fiului său ori descriind condiția femeii într-o societate plină de violențe.
Din nou pe platoul de filmare, participă la filmul L'ultima ruota del carro (2013), regizat de Giovanni Veronesi și în serialul fictiv Rodolfo Valentino - La leggenda (2014), regizat de Alessio Inturri și 1992 (2015), în regia lui Giuseppe Gagliardi.
Di Lazzaro locuiește acum pe Coasta de Azur și în Milano.

## Filmografie selectivă

### Cinema
- 1972 Se rezolvă... amigo (Si può fare... amigo), regia Maurizio Lucidi
- 1972 Il sindacalista, regia di Luciano Salce
- 1972 Il tuo vizio è una stanza chiusa e solo io ne ho la chiave, regia Sergio Martino
- 1972 Jocul de cărți (Lo scopone scientifico), regia Luigi Comencini
- 1972 Frankenstein '80, regia Mario Mancini
- 1972 Canterbury n° 2 - Nuove storie d'amore del '300, regia John W. Shadow
- 1974 Il mostro è in tavola... barone Frankenstein, regia Antonio Margheriti e Paul Morrissey
- 1974 Camionul de cursă lungă (Il bestione), regia Sergio Corbucci
- 1975 La pupa del gangster regia Giorgio Capitani
- 1975 L'ultimo treno della notte, regia Aldo Lado
- 1976 L'Italia s'è rotta, regia Steno
- 1976 Oh, Serafina!, regia Alberto Lattuada
- 1977 Tre tigri contro tre tigri, regia Sergio Corbucci e Steno
- 1977 Pisica (Il gatto), regia Luigi Comencini
- 1977 Fata în pijama galbenă (La ragazza dal pigiama giallo), regia Flavio Mogherini
- 1978 Un uomo in premio, regia Just Jaeckin
- 1979 Un dramma borghese, regia Florestano Vancini
- 1980 Întoarce capul, Eugenio (Voltati Eugenio), regia Luigi Comencini
- 1980 Stark System, regia Armenia Balducci
- 1980 Il bandito dagli occhi azzurri, regia Alfredo Giannetti
- 1980 Trei oameni periculoși (Trois Hommes à abattre), regia Jacques Deray
- 1981 Quando la coppia scoppia, regia Steno
- 1981 Prima che sia troppo presto, regia Enzo Decaro
- 1981 La donna giusta, regia Paul Williams
- 1982 Una di troppo, regia Pino Tosini
- 1984 În aceeași oală (Tutti dentro), regia Alberto Sordi
- 1985 Phenomena, regia Dario Argento
- 1985 Killer contro killers, regia Fernando Di Leo
- 1987 Sicilian Connection, regia Tonino Valerii
- 1989 Paganini, regia Klaus Kinski
- 1989 Spogliando Valeria, regia Bruno Gaburro
- 1990 Diceria dell'untore, regia Beppe Cino
- 1990 Strepitosamente... flop, regia Pierfrancesco Campanella
- 1991 L'ulivo e l'alloro, regia Antonio Maria Magro
- 1991 Alcune signore per bene, regia Bruno Gaburro
- 1992 Dov'era lei a quell'ora?, regia Antonio Maria Magro
- 1993 Rose rosse per una squillo, regia Albert Barney e, non accreditati, Pino Buricchi e Bruno Gaburro
- 1997 Un bel dì vedremo, regia Tonino Valerii
- 1998 Mashamal - ritorno al deserto, regia Paolo Fondato
- 2013 L'ultima ruota del carro, regia Giovanni Veronesi
- 2015 Ballando il silenzio, regia Salvatore Arimatea
- 2016 80 voglia di te, regia Andrea Vialardi și Silvia Monga

### Televiziune
- 1985 Aeroporto internazionale, regia Paolo Poeti - serie TV - 5 episoade
- 1989 Disperatamente Giulia, regia i Enrico Maria Salerno - miniserie TV, 6 episoade
- 1991 Una prova d'innocenza, regia Tonino Valerii - film TV
- 1993 La scalata, regia Vittorio Sindoni - miniserie TV
- 1993 Tre passi nel delitto: Delitti imperfetti, regia Fabrizio Laurenti - film TV
- 1996 La signora della città, regia Beppe Cino - film TV
- 1996 Una donna in fuga, regia Roberto Rocco - film TV
- 1998 Kidnapping - La sfida, regia Cinzia TH Torrini - film TV
- 1998 Maître Da Costa, regia Nicolas Ribowski - serie TV - un episod
- 2014 Rodolfo Valentino - La leggenda, regia Alessio Inturri și Luigi Parisi - miniserie TV, două episoade
- 2015 1992, regia Giuseppe Gagliardi - serie TV